# Phủ Đặc ủy Trung ương Tình báo
Phủ Đặc ủy Trung ương Tình báo (tiếng Anh: Central Intelligence Office hay Central Intelligence Organization, viết tắt là CIO) là cơ quan tình báo chiến lược trung ương của chính quyền Việt Nam Cộng hòa, trực thuộc Phủ Tổng thống, tức Nha Hành chính và Nhân viên Phủ Tổng thống. Trụ sở Phủ Đặc ủy đặt tại số 3 Bến Bạch Đằng, Sài Gòn.

## Lịch sử
Phủ Đặc ủy được thành lập năm 1961 theo sắc lệnh số 109/TTP do tổng thống Ngô Đình Diệm ký ngày 5 tháng 5 năm 1961 tuy nhiên đến năm 1962 mới bắt đầu hoạt động thu nhận nhân viên và đào tạo tác vụ.
Trước khi thành lập cơ quan này thì nền Đệ Nhất Cộng hòa đã có Sở Nghiên cứu Chính trị Xã hội (SEPES) nhưng đơn vị đó chỉ chú trọng đến việc thu nhập tình báo chính trị trong khi những thông tin và hoạt động ngoài tầm chính trị quốc nội thì không có hoạt động. SEPES chỉ mở thêm tác vụ hướng về Bắc Việt sau khi Đoàn Công tác Đặc biệt Miền Trung khám phá ra hệ thống tình báo của lực lượng cộng sản hoạt động ở phía nam vĩ tuyến 17. CIO vì thế được lập ra với nhiệm vụ điều tra, thu thập tin tình báo chiến lược của Việt Nam Dân chủ Cộng hòa và các nước liên quan; cùng cố vấn cho chính phủ về an ninh quốc gia qua Ủy ban Quốc gia Phối hợp An ninh và Tình báo.
Sau cuộc đảo chánh năm 1963 thì Hội đồng Quân nhân Cách mạng ra lệnh bắt các giám đốc và chủ sự của SEPES và Đoàn Công tác Đặc biệt Miền Trung vì cho họ thuộc phe phái Cần Lao nên Phủ Đặc ủy trở thành cơ quan tình báo duy nhất còn lại. Hoạt động dù vậy hạn chế vì tình hình chính trị bất ổn, liên tiếp những chính phủ được lập lên rồi đổ. Mãi đến năm 1967 thì Phủ Đặc ủy Tình báo Trung ương mới có địa vị vững vàng.

## Tổ chức
Nguyên thủy Phủ Đặc ủy chia thành hai phần: Nha Nghiên cứu và Nha Điều vụ. Nha Nghiên cứu lãnh phần kế hoạch và phân tích thông tin tình báo trong khi Nha Điều vụ là phần thi hành công tác thu thập và điệp vụ.
Sau năm 1963 thì Phủ Đặc ủy được tổ chức lại và đến năm 1968 thì theo cơ chế mới, có Nha Kế hoạch Điều vụ (ban A). Ủy viên ban A cũng là người soạn báo cáo gửi lên tổng thống.
Ngoài ra là Nha Tình báo Quốc nội gồm các đơn vị: Điệp báo (ban K), Phản gián (ban U) và Chính trị (ban Z); Nha Tình báo Quốc ngoại; và Trung tâm Quốc gia Thẩm vấn (cơ quan này chỉ làm nhiệm vụ tiếp nhận các tù binh từ các quân khu đưa về thẩm tra). Trong vùng kiểm soát của Việt Nam Cộng hòa thì có 7 Đoàn công tác đặc biệt phân bố trên các vùng chiến thuật, trực thuộc Nha Tình báo Quốc nội. Mục đích chính của các đoàn này là thu thập thông tin và xâm nhập các tổ chức của lực lượng cộng sản. Họ hoạt động song song với các đơn vị của Quân lực Việt Nam Cộng hòa. Ở nước ngoài, có các biệt nha trực thuộc Nha Tình báo Quốc ngoại như ở Lào (2 đơn vị), Cao Miên, Thái Lan, Pháp, Nhật, và Hồng Kông.

## Hoạt động
Trong những hoạt động đáng ghi nhận của Phủ Đặc ủy Trung ương Tình báo là việc phát giác ra liên lạc giữa Hoa Kỳ và Việt Nam Dân chủ Cộng hòa ở Paris vào năm 1969 khi Hoa Kỳ muốn tìm cách điều đình chấm dứt chiến tranh. Trạm tình báo ở Paris gửi báo cáo về Sài Gòn sau khi săn được tin qua ngả tình báo của Sûreté Pháp. Tổng thống Nguyễn Văn Thiệu triệu đại sứ Hoa Kỳ Ellsworth Bunker vào để trả lời. Phía Việt Nam Cộng hòa sau đó tiếp tục theo dõi nhưng giữ im lặng.
Theo cuốn Bên Thắng cuộc của nhà báo Huy Đức thì ngày 24/04/1975, đặc ủy trưởng là Thiếu tướng Nguyễn Khắc Bình lặng lẽ di tản không một lời bàn giao cho thuộc cấp. Tổng thống Trần Văn Hương bổ nghiệm ông Nguyễn Phát Lộc, phụ tá của ông Bình, làm đặc ủy trưởng. Chiều ngày 28/04/1975, tòa Đại sứ Mỹ yêu cầu tất cả nhân viên Phủ Đặc ủy tập trung ở số 3 Bạch Đằng chờ, sau đó chuyển sang số 2 Nguyễn Hậu. Nhưng, tới 1 giờ sáng ngày 30/04/1975 thì tất cả liên lạc giữa Tòa Đại sứ và Phủ Đặc ủy đều bị cắt. Hầu như tất cả cán bộ của Phủ Đặc ủy đều bị kẹt ở lại. Ông Nguyễn Phát Lộc sau đó bị đi học tập cải tạo theo lệnh của chính quyền mới và mất ở trại giam Nam Hà.

## Các Đặc ủy trưởng qua các thời kỳ
- Trung tá Lê Liêm
- Đại tá Nguyễn Văn Y
- Trung tướng Mai Hữu Xuân
- Chuẩn tướng Nguyễn Ngọc Loan
- Trung tướng Linh Quang Viên
- Thiếu tướng Nguyễn Khắc Bình
- Nguyễn Phát Lộc